# Nekrolog 1672
Nekrolog
◄◄
| ◄
| 1668
| 1669
| 1670
| 1671
| 1672 | 1673 | 1674 | 1675 | 1676 | ► | ►►
Weitere Ereignisse | Allgemeiner Nekrolog 1672
Die Beschreibung der verstorbenen Person sollte so kurz wie möglich gehalten sein und nur deren signifikante Tätigkeit(en) enthalten.
Neue Namen ggf. auch unter dem Geburts- und Sterbedatum, also etwa unter 1. Januar und im Geburts- und Sterbejahr (2024) eintragen (nur bei entsprechender großer Wichtigkeit). Für Beispiele siehe die schon vorhandenen Artikel.
Außerdem über die fünf zuletzt Verstorbenen, zu denen es einen ausreichend guten Artikel für eine Präsentation auf der Hauptseite gibt, nach der todesbedingten Überarbeitung der Artikel ggf. auch unter Wikipedia Diskussion:Hauptseite informieren und sie am besten auch in den anderen Wikipedia-Sprachversionen eintragen. Tipp: Regelmäßig bei news.google.de nach „ist tot“, „gestorben“ oder „verstorben“ suchen.
Wenn eine Person gestorben ist, gibt es viele Seiten zu dieser Person in der Wikipedia, die davon auch betroffen sind und entsprechend aktualisiert werden müssen. Beispiele: Namenübersichtsseite, Geburtsjahr, Geburtsort-Seiten und viele mehr.
Wie finde ich die betroffenen Seiten?
Im Suchfeld auf der linken Seite gibt man den Suchbegriff so ein: „Vorname Nachname“. Dann klickt man auf Volltext und alle Seiten mit entsprechendem Suchtext werden aufgerufen. Hier sieht man dann schnell, wo auch das Todesjahr Sinn macht oder sogar ein Teil des Artikels angepasst werden muss. Auch hilft das „Werkzeug“ auf der linken Seite sehr gut, um solche Seiten aufzufinden: „Links auf diese Seite“. Somit ist die Wikipedia wieder aktuell in allen Bereichen! Hinweis: bei Eintragung der Kategorie „Gestorben JAHR“ wird der Missbrauchsfilter 49 ausgelöst, was jedoch nicht schlimm ist. Siehe: Spezial:Missbrauchsfilter/49
Dies ist eine Liste von im Jahr 1672 verstorbenen bekannten Persönlichkeiten. Die Einträge erfolgen innerhalb der einzelnen Daten alphabetisch sortiert. Tiere sind im Nekrolog für Tiere zu finden.

## Januar
| Tag        | Name                              | Beruf, bekannt als                                                                    | Alter | Beleg |
| ---------- | --------------------------------- | ------------------------------------------------------------------------------------- | ----- | ----- |
| 2. Januar  | Hans Georg Schlehendorn           | Bildhauer und Bildschnitzer                                                           | 55    |       |
| 4. Januar  | Friedrich von Ahlefeldt           | Herr auf Kohøved, Bienebek, Hald und Träger des Danebrog-Ordens                       |       |       |
| 5. Januar  | Men-Fort Gabriel                  | Schweizer reformierter Pfarrer und Übersetzer in die rätoromanische Sprache           | 63    |       |
| 6. Januar  | Giberto III. Borromeo             | italienischer Kardinal in der Emiglia Romagna                                         | 56    |       |
| 6. Januar  | Theodor Wolder                    | deutscher Jurist und Kirchenliederdichter                                             | 43    |       |
| 7. Januar  | Philipp Jakob Sachs von Löwenheim | Breslauer Stadtphysicus und Mitbegründer der Academia Naturae Curiosorum (Leopoldina) | 44    |       |
| 24. Januar | Michael Havemann                  | deutscher lutherischer Theologe und Generalsuperintendent                             | 74    |       |
| 25. Januar | Caspar Danckwerth                 | Bürgermeister von Husum (1641)                                                        |       |       |
| 28. Januar | Pierre Séguier                    | französischer Politiker, hoher Beamter und Kanzler                                    | 83    |       |
| Januar     | Adriaen van de Velde              | niederländischer Maler und Radierer                                                   | 35    |       |
| Januar     | Denis Gaultier                    | französischer Lautenist und Komponist                                                 |       |       |

## Februar
| Tag         | Name                                    | Beruf, bekannt als                                                                           | Alter | Beleg |
| ----------- | --------------------------------------- | -------------------------------------------------------------------------------------------- | ----- | ----- |
| 3. Februar  | Johann von Heppenheim genannt vom Saal  | Adliger, Dompropst in Worms und Mainz, Domdekan in Mainz, Kanzler der Universität Heidelberg |       |       |
| 3. Februar  | Philipp Valentin Voit von Rieneck       | Bischof von Bamberg                                                                          | 60    |       |
| 4. Februar  | Anna Maria Martinozzi                   | italienisch-französische Adlige, durch Heirat Fürstin von Conti                              |       |       |
| 10. Februar | Anton Kiefer                            | Schweizer Benediktinermönch, Komponist, Organist, Prior und Bibliothekar                     | 44    |       |
| 12. Februar | Katharina Elisabeth Freifrau von Galler | österreichische Adlige                                                                       |       |       |
| 17. Februar | Madeleine Béjart                        | französische Schauspielerin                                                                  | 54    |       |
| 21. Februar | Otto Kübler                             | Abt des Klosters St. Blasien (1664 bis 1672)                                                 |       |       |
| 23. Februar | Matthias Dögen                          | brandenburgischer Festungsbauingenieur und Diplomat                                          |       |       |
| 28. Februar | Christian                               | Herzog von Liegnitz, Brieg, Wohlau und Ohlau                                                 | 53    |       |
| 29. Februar | Georg Friedrich Wreede                  | deutscher Philologe; Gouverneur von Niederländisch-Mauritius                                 |       |       |

## März
| Tag      | Name                                          | Beruf, bekannt als                                                                    | Alter | Beleg |
| -------- | --------------------------------------------- | ------------------------------------------------------------------------------------- | ----- | ----- |
| 1. März  | Marie-Thérèse von Frankreich (1667–1672)      | Prinzessin von Frankreich und Navarra                                                 | 5     |       |
| 2. März  | Christoph Gumpp der Jüngere                   | österreichischer Hoftischler und Hofbaumeister                                        | 71    |       |
| 8. März  | Daniel von Plessen                            | deutscher Verwaltungsbeamter und Landrat von Mecklenburg                              | 66    |       |
| 9. März  | Laurentius Pabst                              | deutsch-österreichischer Mediziner und kursächsischer Leibarzt                        | 72    |       |
| 10. März | Johann von Reumont                            | Obrist und Stadtkommandant von Münster in Westfalen                                   |       |       |
| 11. März | Johann Eusebius Fugger                        | Herr zu Kirchheim in Schwaben, kaiserlicher Kammerherr, Reichskammergerichtspräsident | 54    |       |
| 14. März | Johann Wilhelm Simler                         | Schweizer Dichter der Barockzeit                                                      | 66    |       |
| 22. März | Ludmilla Elisabeth von Schwarzburg-Rudolstadt | Gräfin von Schwarzburg-Rudolstadt und deutsche Kirchenlieddichterin                   | 31    |       |
| 26. März | Anna Persauter                                | Opfer der Hexenverfolgungen in Saulgau                                                | 47    |       |
| 30. März | Gottlieb Pelargus                             | deutscher evangelischer Theologe und Rhetoriker                                       | 66    |       |

## April
| Tag       | Name                         | Beruf, bekannt als                                                           | Alter | Beleg |
| --------- | ---------------------------- | ---------------------------------------------------------------------------- | ----- | ----- |
| 2. April  | Pedro Calungsod              | philippinischer Laienkatechet, Märtyrer und Heiliger der katholischen Kirche |       |       |
| 4. April  | Heinrich Ernst zu Stolberg   | Graf zu Stolberg                                                             | 78    |       |
| 13. April | Margarete von Lothringen     | Prinzessin von Lothringen                                                    | 56    |       |
| 14. April | Friedrich Wilhelm III.       | Herzog von Sachsen-Altenburg                                                 | 14    |       |
| 21. April | Franz Burmeister             | deutscher evangelischer Kirchenlieddichter                                   | 38    |       |
| 21. April | Antoine Godeau               | französischer Dichter und Schriftsteller                                     | 66    |       |
| 22. April | Georg Stiernhielm            | schwedischer Dichter, Jurist, Sprachforscher und Mathematiker                | 73    |       |
| 23. April | Edward Johnson               | englischer Puritaner und Siedlerpionier in Neuengland                        |       |       |
| 27. April | Kurt Reinicke von Callenberg | deutscher Soldat, Verwaltungsbeamter, Standesherr                            | 64    |       |
| 30. April | Marie de l’Incarnation       | französische Nonne, Mystikerin und Missionarin                               | 73    |       |

## Mai
| Tag     | Name                                | Beruf, bekannt als                             | Alter | Beleg |
| ------- | ----------------------------------- | ---------------------------------------------- | ----- | ----- |
| 3. Mai  | Giovanni Battista Gisleni           | polnischer Architekt                           |       |       |
| 4. Mai  | Jacques Champion de Chambonnières   | französischer Cembalist und Komponist          |       |       |
| 5. Mai  | Samuel Cooper                       | britischer Miniaturenmaler                     |       |       |
| 8. Mai  | Jean-Armand du Peyrer               | Kommandant der Musketiere                      |       |       |
| 9. Mai  | François de La Mothe le Vayer       | französischer Antiquar, Philosoph und Moralist |       |       |
| 27. Mai | Johann Arnold Friderici             | deutscher Mediziner und Botaniker              | 34    |       |
| 28. Mai | Edward Montagu, 1. Earl of Sandwich | britischer Admiral und Politiker               | 46    |       |
| 28. Mai | Richard Nicolls                     | Gouverneur der englischen Kolonie New York     |       |       |

## Juni
| Tag      | Name                 | Beruf, bekannt als                                                         | Alter | Beleg |
| -------- | -------------------- | -------------------------------------------------------------------------- | ----- | ----- |
| 1. Juni  | Jürgen von Stiten    | Jurist und Ratsherr der Hansestadt Lübeck                                  |       |       |
| 7. Juni  | Johann Heun          | deutscher Mediziner und Rektor der Universität Greifswald (bis 1666)       | 69    |       |
| 9. Juni  | Georg Adam von Pfuhl | brandenburgischer General der Kavallerie, Gouverneur der Zitadelle Spandau | 54    |       |
| 17. Juni | Orazio Benevoli      | italienischer Kapellmeister und Komponist des römischen Barock             | 67    |       |
| 19. Juni | Johann Moller        | deutscher Jurist und Hamburger Ratssyndicus                                |       |       |

## Juli
| Tag      | Name                        | Beruf, bekannt als                                 | Alter | Beleg |
| -------- | --------------------------- | -------------------------------------------------- | ----- | ----- |
| 3. Juli  | Francis Willughby           | englischer Naturforscher, Ornitho- und Ichthyologe | 36    |       |
| 4. Juli  | Ambrosius Reiner            | deutscher Hofkapellmeister, Organist und Komponist | 67    |       |
| 6. Juli  | Johann Georg Reinhard       | deutscher Jurist und Verwaltungsbeamter            | 66    |       |
| 9. Juli  | Daniel Colonius der Jüngere | niederländischer Rechtswissenschaftler             | 64    |       |
| 10. Juli | Peter Marselis              | niederländischer Kaufmann                          |       |       |
| 21. Juli | John Underhill              | englischer Puritaner und Kolonist                  | 74    |       |

## August
| Tag        | Name                     | Beruf, bekannt als                                                   | Alter | Beleg |
| ---------- | ------------------------ | -------------------------------------------------------------------- | ----- | ----- |
| 15. August | Benedikt II. Weidenbusch | deutscher Benediktinerabt                                            |       |       |
| 16. August | Caspar von Schoch        | kaiserlicher Obrist im Dreißigjährigen Krieg                         | 61    |       |
| 20. August | Cornelis de Witt         | niederländischer Marineoffizier und älterer Bruder von Johan de Witt | 49    |       |
| 20. August | Johan de Witt            | niederländischer Politiker, Ratspensionär (1653–1672)                | 46    |       |
| 26. August | Hekling                  | baltendeutscher Soldat in polnischen Diensten                        |       |       |
| 26. August | Jerzy Wołodyjowski       | polnischer Adeliger, der der Wappengemeinschaft Korczak angehörte    |       |       |
| 29. August | Nicolaus Zapf            | deutscher lutherischer Theologe                                      | 72    |       |
| 30. August | Guy Patin                | französischer Gelehrter und Arzt                                     |       |       |

## September
| Tag           | Name                          | Beruf, bekannt als                         | Alter | Beleg |
| ------------- | ----------------------------- | ------------------------------------------ | ----- | ----- |
| 6. September  | Johann Christoph Marci        | deutscher Jurist und sächsischer Politiker | 58    |       |
| 12. September | Johann Heinrich Boeckler      | deutscher Polyhistor                       | 60    |       |
| 12. September | Jean-Dominique Ithier         | französischer Bischof                      |       |       |
| 12. September | Tanneguy Le Fèvre             | französischer Humanist                     |       |       |
| 13. September | Giles Sweit                   | englischer Jurist und Hochschullehrer      |       |       |
| 14. September | Henri Charles de La Trémoille | Herzog de La Trémouille, Führer der Fronde | 51    |       |
| 16. September | Anne Bradstreet               | amerikanische Dichterin                    |       |       |
| 21. September | Ludwig von Bieren             | deutscher Dom- und Erbherr                 | 68    |       |
| 29. September | Johannes Müller               | deutscher lutherischer Theologe            | 74    |       |
| 30. September | Rinaldo d’Este                | italienischer Kardinal                     |       |       |

## Oktober
| Tag         | Name         | Beruf, bekannt als                                                                       | Alter | Beleg |
| ----------- | ------------ | ---------------------------------------------------------------------------------------- | ----- | ----- |
| 8. Oktober  | Joan Nieuhof | niederländischer „Weltenbummler“                                                         | 54    |       |
| 17. Oktober | Anna Maria   | Markgräfin von Baden-Durlach; deutsche Dichterin, Zeichnerin, Malerin und Silhouetteurin | 55    |       |
| 24. Oktober | John Webb    | englischer Architekt                                                                     |       |       |

## November
| Tag          | Name                                 | Beruf, bekannt als                                                          | Alter | Beleg |
| ------------ | ------------------------------------ | --------------------------------------------------------------------------- | ----- | ----- |
| 4. November  | Lucas van Uden                       | niederländischer Maler und Radierer                                         | 77    |       |
| 8. November  | Christian Ludwig von Kalckstein      | kurbrandenburger Obrist                                                     |       |       |
| 10. November | Ewerdt Friis                         | Bildhauer und Holzschnitzer                                                 |       |       |
| 10. November | Germanus Luidtke                     | Jurist, Bürgermeister von Stendal, Verordneter der altmärkischen Landschaft | 80    |       |
| 12. November | Melchior Barthel                     | deutscher Bildhauer                                                         | 46    |       |
| 14. November | Franciscus Sylvius                   | deutscher Mediziner                                                         | 58    |       |
| 16. November | Esaias Boursse                       | holländischer Maler                                                         | 41    |       |
| 16. November | Heinrich Schütz                      | deutscher Komponist und Musiker des Frühbarock                              | 87    |       |
| 19. November | Peter Sterry                         | britischer Philosoph und Theologe                                           |       |       |
| 19. November | John Wilkins                         | Bischof von Chester                                                         |       |       |
| November     | William Ramsay, 1. Earl of Dalhousie | schottischer Politiker, Soldat                                              |       |       |

## Dezember
| Tag          | Name                               | Beruf, bekannt als | Alter | Beleg |
| ------------ | ---------------------------------- | --- | ----- | ----- |
| 3. Dezember  | Achatius von Hohenfeld             | Nassau-Diezer Militär und Beamter, kurtrierischer Oberamtmann im Amt Camberg und Reichspfennigmeister                         |       |       |
| 6. Dezember  | Pedro Antonio Fernández de Castro  | Vizekönig von Peru |       |       |
| 7. Dezember  | Richard Bellingham                 | englischer Rechtsanwalt, der 1634 nach Amerika auswanderte und mehrfach als Gouverneur der Massachusetts Bay Colony tätig war |       |       |
| 8. Dezember  | Johann Christian von Boyneburg     | kurmainzischer Diplomat | 50    |       |
| 12. Dezember | Charles Stewart, 6. Duke of Lennox | schottischer Adliger | 33    |       |
| 15. Dezember | Johann Brunnemann                  | deutscher Jurist | 64    |       |
| 16. Dezember | Johann II. Kasimir                 | König von Polen (1648–1668)                                                                                                   | 63    |       |
| 19. Dezember | Dorothea Diana von Salm            | Adlige | 68    |       |
| 24. Dezember | Dai Mangong                        | chinesischer Konfuzianer, Dichter und Kalligraph, Mönch der buddhistischen Ōbaku-Schule                                       | 76    |       |
| 27. Dezember | Jacques Rohault                    | französischer Physiker und Mathematiker                                                                                       |       |       |
| 29. Dezember | Giovanni Antonio Boretti           | italienischer Opernsänger und Komponist                                                                                       |       |       |
| 29. Dezember | Francisco de Meneses Brito         | spanischer Soldat und Gouverneur von Chile                                                                                    |       |       |

## Datum unbekannt
| Tag | Name                                       | Beruf, bekannt als                                                                   | Alter | Beleg |
| --- | ------------------------------------------ | ------------------------------------------------------------------------------------ | ----- | ----- |
|     | Felix Bidembach der Jüngere                | deutscher lutherischer Theologe                                                      |       |       |
|     | Ginevra Cantofoli                          | italienische Malerin des Barock                                                      |       |       |
|     | Silvestro Durante                          | italienischer Kirchenmusiker und Komponist                                           |       |       |
|     | Arnold Freiberger                          | deutscher Abt                                                                        |       |       |
|     | Mohammed al-Haddsch ibn Abi Bakr ad-Dila'i | Anführer der Dila-Bruderschaft in Marokko                                            |       |       |
|     | Michael Hunold                             | deutscher evangelischer Theologe und Kirchenlieddichter                              |       |       |
|     | Jean Martinet                              | französischer Offizier                                                               |       |       |
|     | Mulai ar-Raschid                           | erster Sultan der Alawiden in Marokko                                                |       |       |
|     | Johann Ulrich Pregizer II.                 | deutscher Theologe                                                                   |       |       |
|     | Valentino Siani                            | italienischer Geigenbauer                                                            |       |       |
|     | Petrus Stuyvesant                          | niederländischer Gouverneur von Curaçao, Generaldirektor der Kolonie Nieuw Nederland |       |       |
|     | Abraham Lambertsz. van den Tempel          | niederländischer Maler                                                               |       |       |
|     | Antonio Francesco Tenaglia                 | italienischer Lautenist, Cembalist und Komponist                                     |       |       |
|     | Christoph von Wedel                        | Landrat in Pommern                                                                   |       |       |
|     | Yoshida Mitsuyoshi                         | Autor eines japanischen Rechenbuches                                                 |       |       |